# Route nationale 477
Die N477 war von 1933 bis 1973 eine französische Nationalstraße, die zwischen der N74 bei Montchanin und Saint-Germain-du-Bois verlief. Ihre Gesamtlänge betrug 64 Kilometer. 1978 wurde die Trasse zwischen Oslon und Thurey Teil der neuen Führung der N78. Weiterhin wurde zwischen Montchanin und Chalon-sur-Saône eine neue Straße, teilweise als Schnellstraße ausgelegt, nördlich der Führung der N477, als Nationalstraße 80 gebaut. Diese ist Teil des Nordostastes der RCEA.